# (189944) 2003 TX
(189944) 2003 TX — астероїд головного поясу, відкритий 3 жовтня 2003 року.
Тіссеранів параметр щодо Юпітера — 3,169.